# Septième district congressionnel de Floride
Le 7e district congressionnel de Floride est un district de l'État américain de Floride.
De 2003 à 2013, le district se composait de la zone suburbaine entre Orlando et Daytona Beach et comprenait St. Augustine. Le district comprenait la totalité des comtés de Flagler et de St. Johns, une très petite partie de l'est du comté de Putnam, des parties du comté de Volusia, y compris des parties de DeLand, Deltona, Ormond Beach et Daytona Beach, une grande partie de l'ouest du comté de Seminole et une petite partie principalement suburbaine du comté d'Orange.
À la suite d'un redécoupage ordonné par le tribunal en 2015, le district comprend désormais tout le comté de Seminole et le nord du comté d'Orange, y compris une grande partie du centre-ville et du nord d'Orlando et les villes de Maitland et Winter Park. Le district abrite également l'Université de Floride centrale, la plus grande université de l'État en termes de population étudiante en 2022-2023.
À la suite d'un nouveau redécoupage en 2022 sur la base du recensement des États-Unis de 2020, le 7e district comprend toujours l'ensemble du comté de Seminole. Il comprend désormais la moitié sud du comté de Volusia, tandis que la partie du district qui s'étendait jusqu'au comté d'Orange, y compris l'UCF, fait désormais partie du 10e district.
Le district est actuellement représenté par le Républicain Cory Mills.

## Géographie
| #   | Comté    | Siège   | Population |
| --- | -------- | ------- | ---------- |
| 117 | Seminole | Sanford | 484 271    |
| 127 | Volusia  | DeLand  | 590 357    |

### Villes de 10 000 personnes ou plus
- Deltona – 93 692
- Port Orange – 62 596
- Sanford – 61 051
- Altamonte Springs – 46 231
- Oviedo – 40 059
- Winter Springs – 38 342
- New Smyrna Beach – 30 142
- Casselberry – 28 794
- Wekiwa Springs – 23 428
- Edgewater – 23 097
- DeBary – 22 260
- Lake Mary – 16 798
- Forest City – 14 623
- Longwood – 15 097
- Goldenrod – 13 431
- Orange City – 12 632

### Villes de 2 500 à 10 000 personnes
- Fern Park – 8 205
- Heathrow – 6 806
- Daytona Beach Shores – 5 179
- Samsula-Spruce Creek – 4 877
- Ponce Inlet – 3 364
- Geneva – 2 913
- Lake Helen – 2 842
- Chuluota – 2 524

## Historique de vote
| Année | Poste             | Résultats                 |
| ----- | ----------------- | ------------------------- |
| 2000  | Président         | Bush 53,0 % - 45,0 %      |
| 2004  | Président         | Bush 57,0 % - 43,0 %      |
| 2008  | Président         | McCain 53,0 % - 45,0 %    |
| 2012  | Président         | Obama 49,4 % - 49,4 %     |
| 2016  | Sénat             | Rubio 48,2 % - 45,5 %     |
| 2016  | Président         | Clinton 50.8% - 43.6%     |
| 2018  | Sénat             | Nelson 55,2 % - 44,8 %    |
| 2018  | Gouverneur        | Gillum 54,6 % - 44,2 %    |
| 2018  | Procureur Général | Shaw (en) 50,3 % - 47,7 % |
| 2020  | Président         | Biden 54,6 % - 44,2 %     |

## Liste des Représentants du district
| Membre                              | Parti       | Années                          | Congrès     | Histoire électorale | Zone géographique |
| ----------------------------------- | ----------- | ------------------------------- | ----------- | --- | ----------------- |
| District rétablit le 3 janvier 1953 |             |                                 |             | |                   |
| James A. Haley (en)                 | Démocrate   | 3 janvier 1953 - 3 janvier 1973 | 83e - 92e   | Élu en 1952. Réélu en 1954. Réélu en 1956. Réélu en 1958. Réélu en 1960. Réélu en 1962. Réélu en 1964. Réélu en 1966. Réélu en 1968. Réélu en 1970. Redécoupage vers le 8e district.                                         | 1953–1973         |
| Sam Gibbons (en)                    | Démocrate   | 3 janvier 1973 - 3 janvier 1993 | 93e - 102e  | Redécoupage depuis le 6e district et réélu en 1972. Réélu en 1974. Réélu en 1976. Réélu en 1978. Réélu en 1980. Réélu en 1982. Réélu en 1984. Réélu en 1986. Réélu en 1988. Réélu en 1990. Redécoupage vers le 11e district. | 1973–1993         |
| John Mica                           | Républicain | 3 janvier 1993 - 3 janvier 2017 | 103e - 114e | Élu en 1992. Réélu en 1994. Réélu en 1996. Réélu en 1998. Réélu en 2000. Réélu en 2002. Réélu en 2004. Réélu en 2006. Réélu en 2008. Réélu en 2010. Réélu en 2012. Réélu en 2014. Perds sa réélection.                       | 1993–2003         |
| John Mica                           | Républicain | 3 janvier 1993 - 3 janvier 2017 | 103e - 114e | Élu en 1992. Réélu en 1994. Réélu en 1996. Réélu en 1998. Réélu en 2000. Réélu en 2002. Réélu en 2004. Réélu en 2006. Réélu en 2008. Réélu en 2010. Réélu en 2012. Réélu en 2014. Perds sa réélection.                       | 2003-2013         |
| John Mica                           | Républicain | 3 janvier 1993 - 3 janvier 2017 | 103e - 114e | Élu en 1992. Réélu en 1994. Réélu en 1996. Réélu en 1998. Réélu en 2000. Réélu en 2002. Réélu en 2004. Réélu en 2006. Réélu en 2008. Réélu en 2010. Réélu en 2012. Réélu en 2014. Perds sa réélection.                       | 2013–2017         |
| Stephanie Murphy                    | Démocrate   | 3 janvier 2017 - 3 janvier 2023 | 115e - 117e | Élue en 2016. Réélue en 2018. Réélue en 2020. Retrait. | 2017–2023         |
| Cory Mills                          | Républicain | 3 janvier 2023 - en cours       | 118e        | Élu en 2022. | 2023-en cours     |

## Résultats des récentes élections
Voici les résultats des dix précédents cycles électoraux dans le district.

### 2004
| Élection de 2004 du 7e district congressionnel de Floride | Élection de 2004 du 7e district congressionnel de Floride | Élection de 2004 du 7e district congressionnel de Floride | Élection de 2004 du 7e district congressionnel de Floride |
| --------------------------------------------------------- | --------------------------------------------------------- | --------------------------------------------------------- | --------------------------------------------------------- |
| Parti                                                     | Parti                                                     | Candidat                                                  | %                                                         |
|                                                           | Républicain                                               | John L. Mica (sortant)                                    | 100 %                                                     |
|                                                           | Les Républicains conservent                               |                                                           |                                                           |

### 2006
| Élection de 2002 du 7e district congressionnel de Floride | Élection de 2002 du 7e district congressionnel de Floride | Élection de 2002 du 7e district congressionnel de Floride | Élection de 2002 du 7e district congressionnel de Floride | Élection de 2002 du 7e district congressionnel de Floride |
| --------------------------------------------------------- | --------------------------------------------------------- | --------------------------------------------------------- | --------------------------------------------------------- | --------------------------------------------------------- |
| Parti                                                     | Parti                                                     | Candidat                                                  | Votes                                                     | %                                                         |
|                                                           | Républicain                                               | John L. Mica (sortant)                                    | 149 656                                                   | 59,88                                                     |
|                                                           | Démocrate                                                 | John F. Chagnon                                           | 87 584                                                    | 36,92                                                     |
| Total des votes                                           | Total des votes                                           | Total des votes                                           | 237 240                                                   | 100 %                                                     |
|                                                           | Les Républicains conservent                               |                                                           |                                                           |                                                           |

### 2008
| Élection de 2008 du 7e district congressionnel de Floride | Élection de 2008 du 7e district congressionnel de Floride | Élection de 2008 du 7e district congressionnel de Floride | Élection de 2008 du 7e district congressionnel de Floride | Élection de 2008 du 7e district congressionnel de Floride |
| --------------------------------------------------------- | --------------------------------------------------------- | --------------------------------------------------------- | --------------------------------------------------------- | --------------------------------------------------------- |
| Parti                                                     | Parti                                                     | Candidat                                                  | Votes                                                     | %                                                         |
|                                                           | Républicain                                               | John L. Mica (sortant)                                    | 238 721                                                   | 62,00                                                     |
|                                                           | Démocrate                                                 | Faye Armitage                                             | 146 292                                                   | 38,00                                                     |
| Total des votes                                           | Total des votes                                           | Total des votes                                           | 385 013                                                   | 100 %                                                     |
|                                                           | Les Républicains conservent                               |                                                           |                                                           |                                                           |

### 2010
| Élection de 2010 du 7e district congressionnel de Floride | Élection de 2010 du 7e district congressionnel de Floride | Élection de 2010 du 7e district congressionnel de Floride | Élection de 2010 du 7e district congressionnel de Floride | Élection de 2010 du 7e district congressionnel de Floride |
| --------------------------------------------------------- | --------------------------------------------------------- | --------------------------------------------------------- | --------------------------------------------------------- | --------------------------------------------------------- |
| Parti                                                     | Parti                                                     | Candidat                                                  | Votes                                                     | %                                                         |
|                                                           | Républicain                                               | John L. Mica (sortant)                                    | 185 470                                                   | 69,03                                                     |
|                                                           | Démocrate                                                 | Heather Beaven                                            | 83 206                                                    | 30,97                                                     |
| Total des votes                                           | Total des votes                                           | Total des votes                                           | 268 676                                                   | 100 %                                                     |
|                                                           | Les Républicains conservent                               |                                                           |                                                           |                                                           |

### 2012
| Élection de 2012 du 7e district congressionnel de Floride | Élection de 2012 du 7e district congressionnel de Floride | Élection de 2012 du 7e district congressionnel de Floride | Élection de 2012 du 7e district congressionnel de Floride | Élection de 2012 du 7e district congressionnel de Floride |
| --------------------------------------------------------- | --------------------------------------------------------- | --------------------------------------------------------- | --------------------------------------------------------- | --------------------------------------------------------- |
| Parti                                                     | Parti                                                     | Candidat                                                  | Votes                                                     | %                                                         |
|                                                           | Républicain                                               | John L. Mica (sortant)                                    | 185 518                                                   | 58,7                                                      |
|                                                           | Démocrate                                                 | Jason H. Kenall                                           | 130 479                                                   | 41,3                                                      |
|                                                           | Write-in                                                  | Fred Marra                                                | 13                                                        | 0,0                                                       |
| Total des votes                                           | Total des votes                                           | Total des votes                                           | 316 010                                                   | 100 %                                                     |
|                                                           | Les Républicains conservent                               |                                                           |                                                           |                                                           |

### 2014
| Élection de 2014 du 7e district congressionnel de Floride | Élection de 2014 du 7e district congressionnel de Floride | Élection de 2014 du 7e district congressionnel de Floride | Élection de 2014 du 7e district congressionnel de Floride | Élection de 2014 du 7e district congressionnel de Floride |
| --------------------------------------------------------- | --------------------------------------------------------- | --------------------------------------------------------- | --------------------------------------------------------- | --------------------------------------------------------- |
| Parti                                                     | Parti                                                     | Candidat                                                  | Votes                                                     | %                                                         |
|                                                           | Républicain                                               | John L. Mica (sortant)                                    | 144 474                                                   | 63,60                                                     |
|                                                           | Démocrate                                                 | Wes Neuman                                                | 73 011                                                    | 32,14                                                     |
|                                                           | Indépendant                                               | Al Krulick                                                | 9 679                                                     | 4,26                                                      |
| Total des votes                                           | Total des votes                                           | Total des votes                                           | 227 164                                                   | 100 %                                                     |
|                                                           | Les Républicains conservent                               |                                                           |                                                           |                                                           |

### 2016
| Élection de 2016 du 7e district congressionnel de Floride | Élection de 2016 du 7e district congressionnel de Floride | Élection de 2016 du 7e district congressionnel de Floride | Élection de 2016 du 7e district congressionnel de Floride | Élection de 2016 du 7e district congressionnel de Floride |
| --------------------------------------------------------- | --------------------------------------------------------- | --------------------------------------------------------- | --------------------------------------------------------- | --------------------------------------------------------- |
| Parti                                                     | Parti                                                     | Candidat                                                  | Votes                                                     | %                                                         |
|                                                           | Démocrate                                                 | Stéphanie Murphy                                          | 182 039                                                   | 51,47                                                     |
|                                                           | Républicain                                               | John L. Mica (sortant)                                    | 171 583                                                   | 48,52                                                     |
|                                                           | Indépendant                                               | Mike Plaskon                                              | 33                                                        | 0,01                                                      |
| Total des votes                                           | Total des votes                                           | Total des votes                                           | 353 655                                                   | 100 %                                                     |
|                                                           | Les Démocrates prennent aux Républicains                  |                                                           |                                                           |                                                           |

### 2018
| Élection de 2018 du 7e district congressionnel de Floride | Élection de 2018 du 7e district congressionnel de Floride | Élection de 2018 du 7e district congressionnel de Floride | Élection de 2018 du 7e district congressionnel de Floride | Élection de 2018 du 7e district congressionnel de Floride |
| --------------------------------------------------------- | --------------------------------------------------------- | --------------------------------------------------------- | --------------------------------------------------------- | --------------------------------------------------------- |
| Parti                                                     | Parti                                                     | Candidat                                                  | Votes                                                     | %                                                         |
|                                                           | Démocrate                                                 | Stéphanie Murphy (sortante)                               | 183 113                                                   | 57,7                                                      |
|                                                           | Républicain                                               | Mike Miller                                               | 134 285                                                   | 42,3                                                      |
| Total des votes                                           | Total des votes                                           | Total des votes                                           | 317 398                                                   | 100 %                                                     |
|                                                           | Les Démocrates conservent                                 |                                                           |                                                           |                                                           |

### 2020
| Élection de 2020 du 7e district congressionnel de Floride | Élection de 2020 du 7e district congressionnel de Floride | Élection de 2020 du 7e district congressionnel de Floride | Élection de 2020 du 7e district congressionnel de Floride | Élection de 2020 du 7e district congressionnel de Floride |
| --------------------------------------------------------- | --------------------------------------------------------- | --------------------------------------------------------- | --------------------------------------------------------- | --------------------------------------------------------- |
| Parti                                                     | Parti                                                     | Candidat                                                  | Votes                                                     | %                                                         |
|                                                           | Démocrate                                                 | Stéphanie Murphy (sortante)                               | 224 946                                                   | 55,34                                                     |
|                                                           | Républicain                                               | Leo Valentin                                              | 175 750                                                   | 43,24                                                     |
|                                                           | Indépendant                                               | William Garlington                                        | 5 753                                                     | 1,42                                                      |
| Total des votes                                           | Total des votes                                           | Total des votes                                           | 406 449                                                   | 100 %                                                     |
|                                                           | Les Démocrates conservent                                 |                                                           |                                                           |                                                           |

### 2022
| Primaire républicaine de 2022 du 7e district congressionnel de Floride | Primaire républicaine de 2022 du 7e district congressionnel de Floride | Primaire républicaine de 2022 du 7e district congressionnel de Floride | Primaire républicaine de 2022 du 7e district congressionnel de Floride | Primaire républicaine de 2022 du 7e district congressionnel de Floride |
| ---------------------------------------------------------------------- | ---------------------------------------------------------------------- | ---------------------------------------------------------------------- | ---------------------------------------------------------------------- | ---------------------------------------------------------------------- |
| Parti                                                                  | Parti                                                                  | Candidat                                                               | Votes                                                                  | %                                                                      |
|                                                                        | Républicain                                                            | Cory Mills                                                             | 27 757                                                                 | 37,9                                                                   |
|                                                                        | Républicain                                                            | Anthony Sabatini                                                       | 17 332                                                                 | 23,7                                                                   |
|                                                                        | Républicain                                                            | Brady Duke                                                             | 11 221                                                                 | 15,3                                                                   |
|                                                                        | Républicain                                                            | Ted Edwards                                                            | 4 259                                                                  | 5,8                                                                    |
|                                                                        | Républicain                                                            | Russell Roberts                                                        | 4 031                                                                  | 5,5                                                                    |
|                                                                        | Républicain                                                            | Erika Benfield                                                         | 3 964                                                                  | 5,4                                                                    |
|                                                                        | Républicain                                                            | Scott Sturgill                                                         | 3 094                                                                  | 4,2                                                                    |
|                                                                        | Républicain                                                            | Al Santos                                                              | 1 504                                                                  | 2,1                                                                    |

| Primaire démocrate de 2022 du 7e district congressionnel de Floride | Primaire démocrate de 2022 du 7e district congressionnel de Floride | Primaire démocrate de 2022 du 7e district congressionnel de Floride | Primaire démocrate de 2022 du 7e district congressionnel de Floride | Primaire démocrate de 2022 du 7e district congressionnel de Floride |
| ------------------------------------------------------------------- | ------------------------------------------------------------------- | ------------------------------------------------------------------- | ------------------------------------------------------------------- | ------------------------------------------------------------------- |
| Parti                                                               | Parti                                                               | Candidat                                                            | Votes                                                               | %                                                                   |
|                                                                     | Démocrate                                                           | Karen Green                                                         | 23 051                                                              | 44,8                                                                |
|                                                                     | Démocrate                                                           | Al Krulick                                                          | 10 787                                                              | 21,0                                                                |
|                                                                     | Démocrate                                                           | Tatiana Fernandez                                                   | 10 261                                                              | 20,0                                                                |
|                                                                     | Démocrate                                                           | Allek Pastrana                                                      | 7 289                                                               | 14,2                                                                |

| Élection de 2022 du 7e district congressionnel de Floride | Élection de 2022 du 7e district congressionnel de Floride | Élection de 2022 du 7e district congressionnel de Floride | Élection de 2022 du 7e district congressionnel de Floride | Élection de 2022 du 7e district congressionnel de Floride |
| --------------------------------------------------------- | --------------------------------------------------------- | --------------------------------------------------------- | --------------------------------------------------------- | --------------------------------------------------------- |
| Parti                                                     | Parti                                                     | Candidat                                                  | Votes                                                     | %                                                         |
|                                                           | Républicain                                               | Cory Mills                                                | 177 966                                                   | 58,53                                                     |
|                                                           | Démocrate                                                 | Karen Green                                               | 126 079                                                   | 41,47                                                     |
|                                                           | Write-in                                                  | Cardon Pompey                                             | 10                                                        | 0,01                                                      |
| Total des votes                                           | Total des votes                                           | Total des votes                                           | 304 045                                                   | 100 %                                                     |
|                                                           | Les Républicains prennent aux Démocrates                  |                                                           |                                                           |                                                           |

### 2024
| Primaire républicaine de 2024 du 7e district congressionnel de Floride | Primaire républicaine de 2024 du 7e district congressionnel de Floride | Primaire républicaine de 2024 du 7e district congressionnel de Floride | Primaire républicaine de 2024 du 7e district congressionnel de Floride | Primaire républicaine de 2024 du 7e district congressionnel de Floride |
| ---------------------------------------------------------------------- | ---------------------------------------------------------------------- | ---------------------------------------------------------------------- | ---------------------------------------------------------------------- | ---------------------------------------------------------------------- |
| Parti                                                                  | Parti                                                                  | Candidat                                                               | Votes                                                                  | %                                                                      |
|                                                                        | Républicain                                                            | Cory Mills (sortant)                                                   | 43 096                                                                 | 80,9                                                                   |
|                                                                        | Républicain                                                            | Michael Johnson                                                        | 10 188                                                                 | 19,1                                                                   |

| Primaire démocrate de 2024 du 7e district congressionnel de Floride | Primaire démocrate de 2024 du 7e district congressionnel de Floride | Primaire démocrate de 2024 du 7e district congressionnel de Floride | Primaire démocrate de 2024 du 7e district congressionnel de Floride | Primaire démocrate de 2024 du 7e district congressionnel de Floride |
| ------------------------------------------------------------------- | ------------------------------------------------------------------- | ------------------------------------------------------------------- | ------------------------------------------------------------------- | ------------------------------------------------------------------- |
| Parti                                                               | Parti                                                               | Candidat                                                            | Votes                                                               | %                                                                   |
|                                                                     | Démocrate                                                           | Jennifer Adams                                                      | 23 191                                                              | 62,6                                                                |
|                                                                     | Démocrate                                                           | Allek Pastrana                                                      | 7 844                                                               | 21,2                                                                |
|                                                                     | Démocrate                                                           | Tatiana Fernandez                                                   | 5 982                                                               | 16,2                                                                |

| Élection de 2024 du 7e district congressionnel de Floride | Élection de 2024 du 7e district congressionnel de Floride | Élection de 2024 du 7e district congressionnel de Floride | Élection de 2024 du 7e district congressionnel de Floride | Élection de 2024 du 7e district congressionnel de Floride |
| --------------------------------------------------------- | --------------------------------------------------------- | --------------------------------------------------------- | --------------------------------------------------------- | --------------------------------------------------------- |
| Parti                                                     | Parti                                                     | Candidat                                                  | Votes                                                     | %                                                         |
|                                                           | Républicain                                               | Cory Mills (sortant)                                      | 233 937                                                   | 56,5                                                      |
|                                                           | Démocrate                                                 | Jennifer Adams                                            | 179 917                                                   | 43,5                                                      |
| Total des votes                                           | Total des votes                                           | Total des votes                                           | 413 854                                                   | 100 %                                                     |
|                                                           | Les Républicains conservent                               |                                                           |                                                           |                                                           |